# Processus Urca
En physique des astroparticules, le processus Urca est une réaction qui émet un neutrino et qui est supposé prendre part aux processus de refroidissement dans les étoiles à neutrons et les naines blanches. Ce processus a été discuté par George Gamow et Mário Schenberg alors qu'ils visitaient le casino 'Cassino da Urca' à Rio de Janeiro. Schoenberg aurait dit à Gamow que « l'énergie disparaît dans le noyau de la supernova aussi rapidement que l'argent a disparu à la table de la roulette. » En dialecte russe du Sud de Gamow, urca peut aussi signifier un voleur ou gangster,.
Les procédés Urca directs sont les processus d'émission de neutrinos les plus simples, et sont supposés jouer un rôle central dans le refroidissement des étoiles à neutrons. Ils sont de la forme :
| B1 | → | B2 | + | l  | + | νl |
| B2 | + | l  | → | B1 | + | νl |
où B1 et B2 sont des baryons, l est un lepton et ν (et l) sont des (anti-)neutrinos. Les baryons peuvent être des nucléons (libre ou lié), des hypérons comme Λ, Σ et Ξ, ou les membres de l'isobare Δ. Le lepton est soit un électron, soit un muon.
Le processus Urca est particulièrement important dans le refroidissement des naines blanches, où un lepton (généralement un électron) est absorbé par le noyau d'un ion puis transporté par convection à partir du noyau d'une étoile. Ensuite, une désintégration bêta se produit. La convection porte alors l'élément à l'intérieur de l'étoile, et le cycle se répète plusieurs fois. Parce que les neutrinos émis lors de ce processus sont peu susceptibles d'être absorbés, il est effectivement un mécanisme de refroidissement pour les naines blanches.
Ce processus peut aussi être essentiel dans le refroidissement des étoiles à neutrons. Si une étoile à neutrons contient un noyau central dans lequel le processus Urca direct est opérationnel, le temps de refroidissement sera réduit de plusieurs ordres de grandeur.